# Frieder W. Bergner
Frieder W. Bergner (* 1954 in Zwickau) ist ein deutscher Posaunenspieler und Komponist.

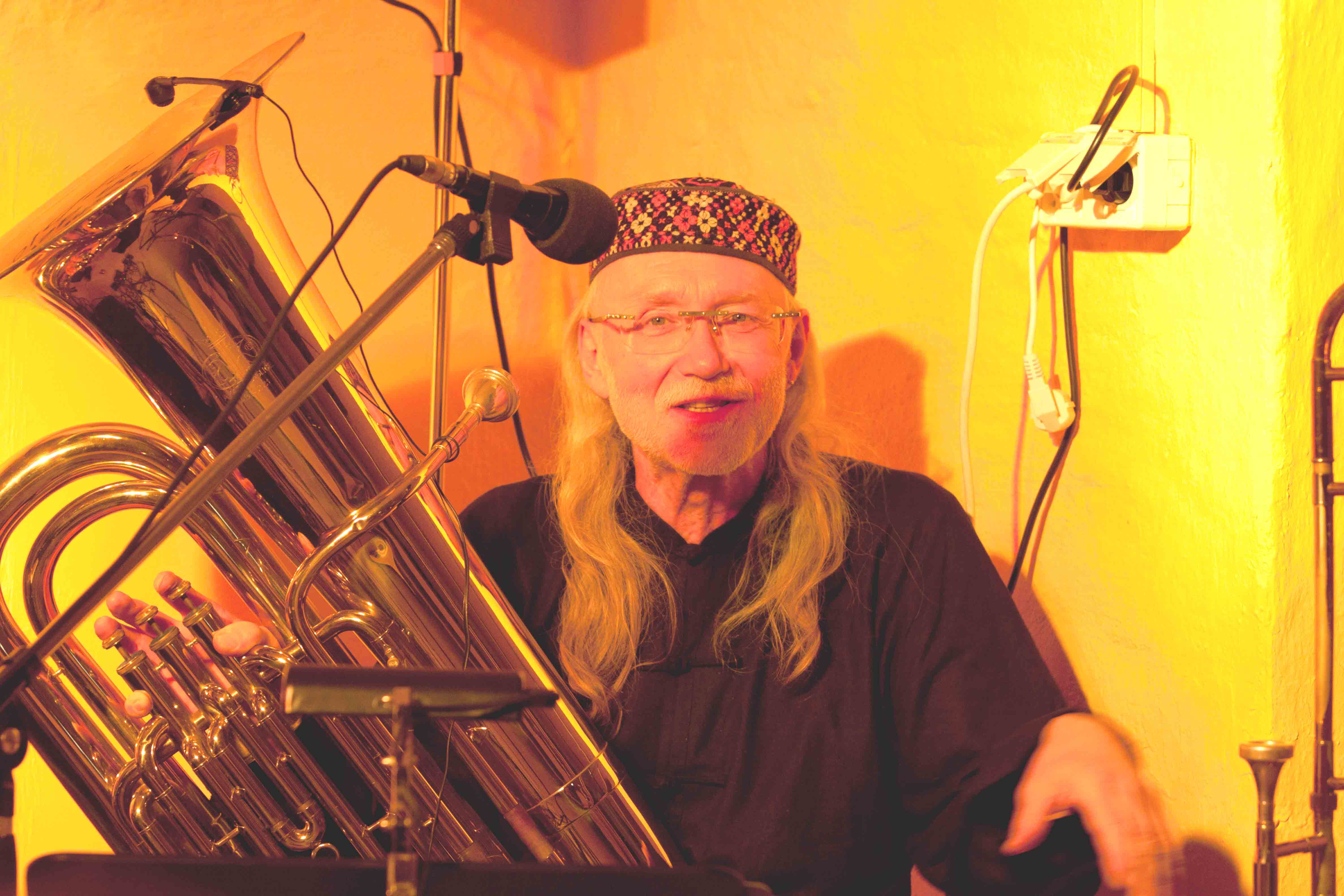
Frieder W. Bergner

## Karriere
Bergner, Bruder des sachsen-anhaltischen Politikers Christoph Bergner, erhielt seine erste musikalische Ausbildung im Kirchenchor bei den Thüringer Sängerknaben, später bekam er Klavierunterricht und spielte mit 17 Jahren Posaune. Nach dem Abitur studierte er an der Dresdner Musikhochschule (1974–1978) Posaune bei Hans Hombsch und bekam eine Jazzausbildung bei Günter Hörig. Nach kurzem Engagement im Sinfonischen Orchester Pirna war er Posaunist im Rundfunk-Tanzorchester Leipzig (1978–1985) und Jazzmusiker in verschiedenen, teils eigenen Gruppen.
Seine Werke sind kompositorische Arbeiten und Arrangements in den Genres Jazz, Pop, Rock und Kammermusik unter anderem für Theater und Rundfunk. Von 1979 bis 1990 hatte er einen Lehrauftrag, danach bis 1996 eine Gastprofessur als Leiter der Big Band der Weimarer Musikhochschule.
Bergner spielt verschiedenste Musikrichtungen vom Jazz über Rock bis zu zeitgenössischer konzertanter Musik in unterschiedlichsten Besetzungen vom Solo bis zum großen Orchester.
Er bildet unter anderem ein Duo mit Silke Gonska.

## Werke

### Diskographische Hinweise
- Spar´deinen Wein nicht auf für morgen, mit Gerhard Schöne (Amiga)
- Jazzorchester der DDR, Leitung Günter Sommer
- B.B. Brass Band
- Entdeckung der Langsamkeit mit Silke Gonska, Gesang
- Symbiose, mit Michael Schulz
- Schwarzer Walzer – Lieder nach Gedichten von Ingeborg Bachmann
- Kein schöner Land (solo)

### Schriften
- Jazz unter Ulbricht und Honecker – mein musikalisches Leben in der DDR, 2012
- Das U und das E in der Musik. Betroffenheitsbericht eines Komponisten, in: Glarean-Magazin, 10. August 2007